# Emoia aenea
Emoia aenea — вид сцинкоподібних ящірок родини сцинкових (Scincidae). Ендемік Нової Гвінеї.

## Поширення і екологія
Emoia aenea мешкають на рівнинах індонезійської Західної Нової Гвінеї та Західної провінції Папуа Нової Гвінеї. Вони живуть в первинних вологих тропічних лісах, в садах і поблизу людських поселень, на висоті до 100 м над рівнем моря. Віддають перевагу районам з великою кількістю опадів. Протягом року відкладають кілька кладок по два яйця.